# Total Balalaika Show
Total Balalaika Show è un film documentario mediometraggio del 1994 diretto da Aki Kaurismäki.

## Trama
Il film documenta un concerto dei Leningrad Cowboys con il coro e gruppo di ballo dell'armata russa "Alexandrov", con oltre 150 elementi, che ebbe luogo il 12 giugno 1993 in Piazza del Senato a Helsinki, in Finlandia. L'evento venne visto da circa 70.000 persone. Il concerto fuse insieme musica rock con e musica popolare russa con coreografie di ballerini folk che si esibirono accompagnati da canzoni rock.
Nel documentario vengono presentate 13 canzoni suonate nel concerto:
1. Inno della Finlandia
2. Let's Work Together
3. The Volga Boatmen's Song
4. Happy Together
5. Delilah
6. Knockin' on Heaven's Door
7. Oh, Field
8. Kalinka
9. Gimme All Your Lovin'
10. Jewelry Box
11. Sweet Home Alabama
12. Dark Eyes (canzone popolare russa)
13. Those Were the Days